# Bona Dea

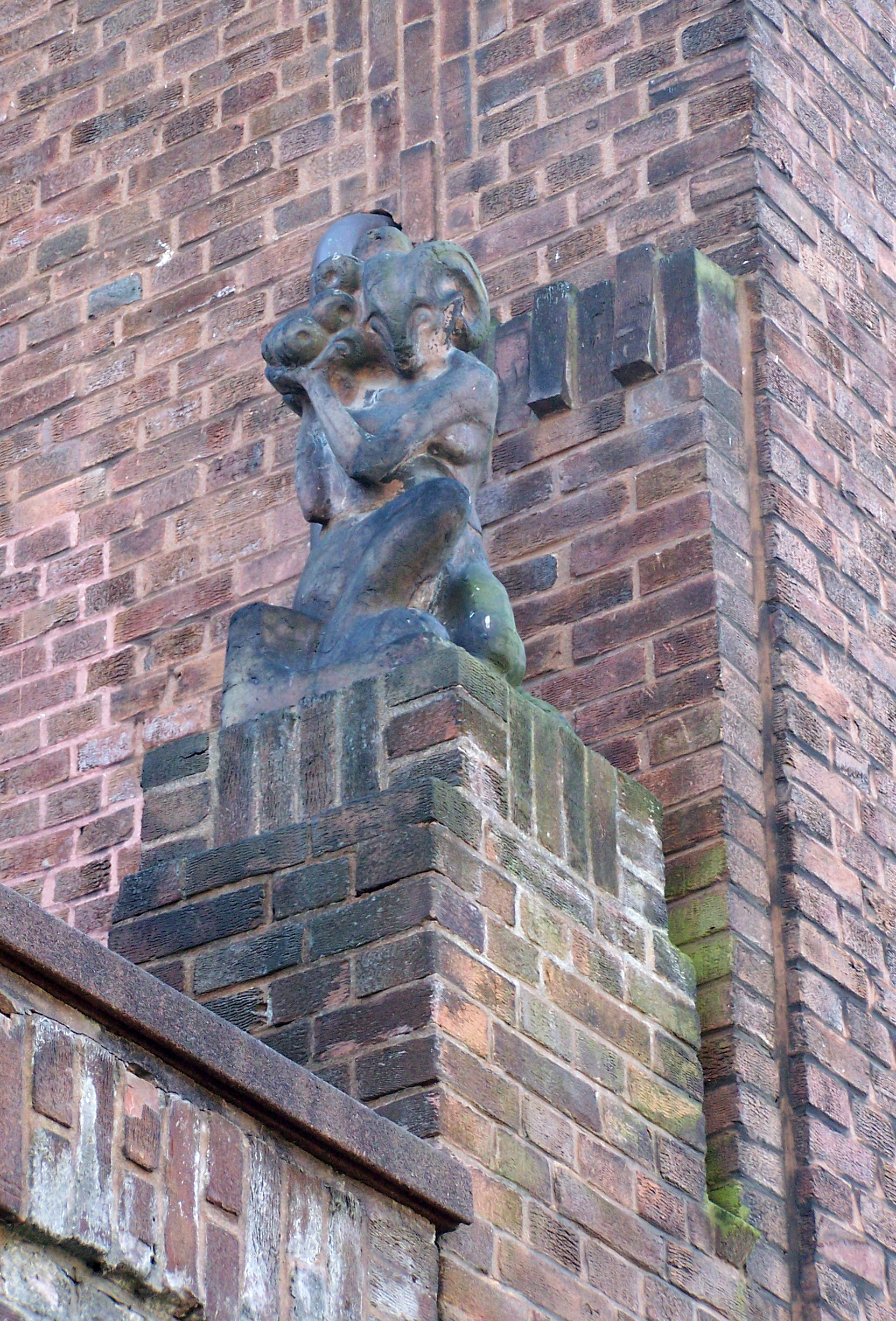
Bona Dea

Bona Dea (latin för "Den goda gudinnan"), är i romersk mytologi binamn på flera gudomligheter, av romarna förklarad identisk med Ops, Fauna med flera gudinnor. Hon är kyskhetens beskyddare och dyrkades uteslutande av kvinnor. Hon anges som syster, hustru och dotter till Faunus.
Bona Dea ska aldrig ha visat sig för någon man. Hon firades i Rom vid en årlig nattlig fest av ett antal aristokratiska kvinnor. Därvid förekom offer, musik, dans och oklart utforskade ceremonier. Männen var förbjudna att närvara och kvinnorna såg till att alla maskulina statyer i grannskapet sveptes in i slöjor innan ceremonierna började. Dessa fester påstås ha urartat till "tygellösa utsvävningar".

## I populärkultur
Bonadea är även den nymfomaniska älskarinna som huvudpersonen Ulrich har i Mannen utan egenskaper, av Robert Musil. Namnet är där använt ironiskt.